# فیلیپ یوردان
فیلیپ یوردان (انگلیسی: Philip Yordan؛ زاده ۱ آوریل ۱۹۱۴ درگذشته ۲۴ مارس ۲۰۰۳) یک فیلم‌نامه‌نویس و هنرپیشه اهل ایالات متحده آمریکا بود.
از فیلم‌ها یا مجموعه‌های تلویزیونی که وی در آن‌ها نقش داشته است می‌توان به فاتح غرب اشاره نمود.